# Stefano Battistelli
Stefano Battistelli (* 6. März 1970 in Rom) ist ein ehemaliger italienischer Schwimmer. Er gewann bei Olympischen Spielen zwei Bronzemedaillen, bei Weltmeisterschaften zwei Silber- und zwei Bronzemedaillen und bei Europameisterschaften zwei Gold-, eine Silber- und zwei Bronzemedaillen.

## Karriere
Battistellis internationale Karriere begann bei den Weltmeisterschaften 1986 in Madrid. Über 1500 Meter Freistil gewann er neun Sekunden hinter dem Deutschen Rainer Henkel die Silbermedaille. Im August 1987 bei den Europameisterschaften in Straßburg belegte er den fünften Platz über 400 Meter Lagen und den achten Platz über 200 Meter Rücken. Einen Monat später fanden die Mittelmeerspiele 1987 im syrischen Latakia statt. Battistelli gewann Gold über 100 und 200 Meter Rücken, über 400 Meter Lagen und mit der 4-mal-100-Meter-Lagenstaffel. Bei den Olympischen Spielen 1988 in Seoul trat Battistelli zunächst über 400 Meter Lagen an und gewann die Bronzemedaille hinter dem Ungarn Tamás Darnyi und David Wharton aus den Vereinigten Staaten. Über 200 Meter Rücken erreichte Battistelli als 13. das B-Finale, zog dann aber zurück. Schließlich startete Battistelli auch über 1500 Meter Freistil, belegte aber in den Vorläufen nur den 20. Platz.
1989 bei den Europameisterschaften in Bonn erschwamm Battistelli vier Medaillen. Über 400 Meter Lagen wurde er Dritter hinter Tamás Darnyi und Patrick Kühl aus der DDR. Die 4-mal-200-Meter-Freistilstaffel mit Massimo Trevisan, Roberto Gleria, Giorgio Lamberti und Stefano Battistelli siegte mit zwei Sekunden Vorsprung vor den beiden deutschen Staffeln aus der BRD und der DDR. Über 200 Meter Rücken siegte Battistelli mit 0,06 Sekunden vor Wladimir Selkow aus der Sowjetunion. Schließlich erkämpften Stefano Battistelli, Gianni Minervini, Marco Braida und Giorgio Lamberti die Bronzemedaille hinter den Staffeln aus der Sowjetunion und den Franzosen. Anfang 1991 fanden in Perth die Schwimmweltmeisterschaften 1991 statt. Über 400 Meter Lagen siegte Tamás Darnyi vor Eric Namesnik aus den Vereinigten Staaten, dahinter erschwamm Battistelli die Bronzemedaille. Ebenfalls Bronze erhielten Emanuele Idini, Roberto Gleria, Stefano Battistelli und Giorgio Lamberti in der 4-mal-200-Meter-Staffel hinter den Staffeln aus Deutschland und den USA. Giorgio Lamberti, Leonardo Michelotti, Gianni Minervini und Stefano Battistelli schwammen in der 4-mal-100-Meter-Lagenstaffel auf den fünften Platz. Über 200 Meter Rücken gewann Battistelli die Silbermedaille hinter dem Spanier Martín López-Zubero. Schließlich schwamm Battistelli über 100 Meter Rücken auf den achten Platz. Bei den Mittelmeerspielen 1991 in Athen siegte über 200 Meter Rücken der Franzose Eric Rebourg vor Stefano Battistelli. Die italienische 4-mal-200-Meter-Freistilstaffel mit Idini, Gleria, Battistelli und Lamberti gewann vor den Franzosen. Anderthalb Monate später fanden ebenfalls in Athen die Schwimmeuropameisterschaften 1991 statt. Battistelli wurde Vierter über 400 Meter Lagen und Sechster über 200 Meter Rücken. Die 4-mal-200-Meter-Freistilstaffel mit Lamberti, Gleria, Battistelli und Idini erhielt die Silbermedaille hinter der sowjetischen Staffel. Bei den olympischen Schwimmwettbewerben 1992 in Barcelona erreichten Roberto Gleria, Giorgio Lamberti, Massimo Trevisan und Stefano Battistelli den fünften Platz in der 4-mal-200-Meter-Staffel. Über 200 Meter Rücken siegte Martín López-Zubero vor Wladimir Selkow. Stefano Battistelli erkämpfte die Bronzemedaille mit 0,12 Sekunden Vorsprung auf den Japaner Hajime Itoi. Battistelli trat auch über 100 Meter Rücken an. Als 23. der Vorläufe fehlten ihm 0,6 Sekunden für den Einzug ins B-Finale.
1994 bei den Weltmeisterschaften in Rom belegte Battistelli den zehnten Platz über 200 Meter Rücken. 1995 erreichte er den sechsten Platz über 400 Meter Lagen bei den Europameisterschaften in Wien, wobei er vier Sekunden Rückstand auf den Drittplatzierten, seinen Landsmann Luca Sacchi, hatte. 1997 gewann Battistelli über 200 Meter Rücken die Bronzemedaille bei den Mittelmeerspielen in Bari, über 400 Meter Lagen schwamm er auf den vierten Platz. Bei den Europameisterschaften in Sevilla wurde er Sechster über 200 Meter Rücken. Kurz danach trat Battistelli auch bei der Universiade auf Sizilien an und erhielt die Bronzemedaille über 400 Meter Lagen. Zum Abschluss seiner Karriere belegte Stefano Battistelli den elften Platz über 200 Meter Rücken bei den Schwimmweltmeisterschaften 1998.
Stefano Battistelli schwamm für den Verein Imperidomar in Rom. Er gewann 23 nationale Meistertitel. 2003 wurde er mit dem Verdienstorden der Italienischen Republik ausgezeichnet.